# Монти Нједу (Каљари)
Монти Нједу је насеље у Италији у округу Каљари, региону Сардинија.
Према процени из 2011. у насељу је живело 65 становника. Насеље се налази на надморској висини од 153 м.